# إد كافاناف
إد كافاناف (بالإنجليزية: Ed Cavanaugh)‏ هو مدير فني أمريكي، ولد في 24 أغسطس 1928.